# میلنا برتولینی
میلنا برتولینی (انگلیسی: Milena Bertolini؛ زادهٔ ۲۴ ژوئن ۱۹۶۶) بازیکن فوتبال اهل ایتالیا است.
وی همچنین در تیم ملی فوتبال زنان ایتالیا بازی کرده‌است.